# Boicote aos Jogos Olímpicos de Verão de 1980

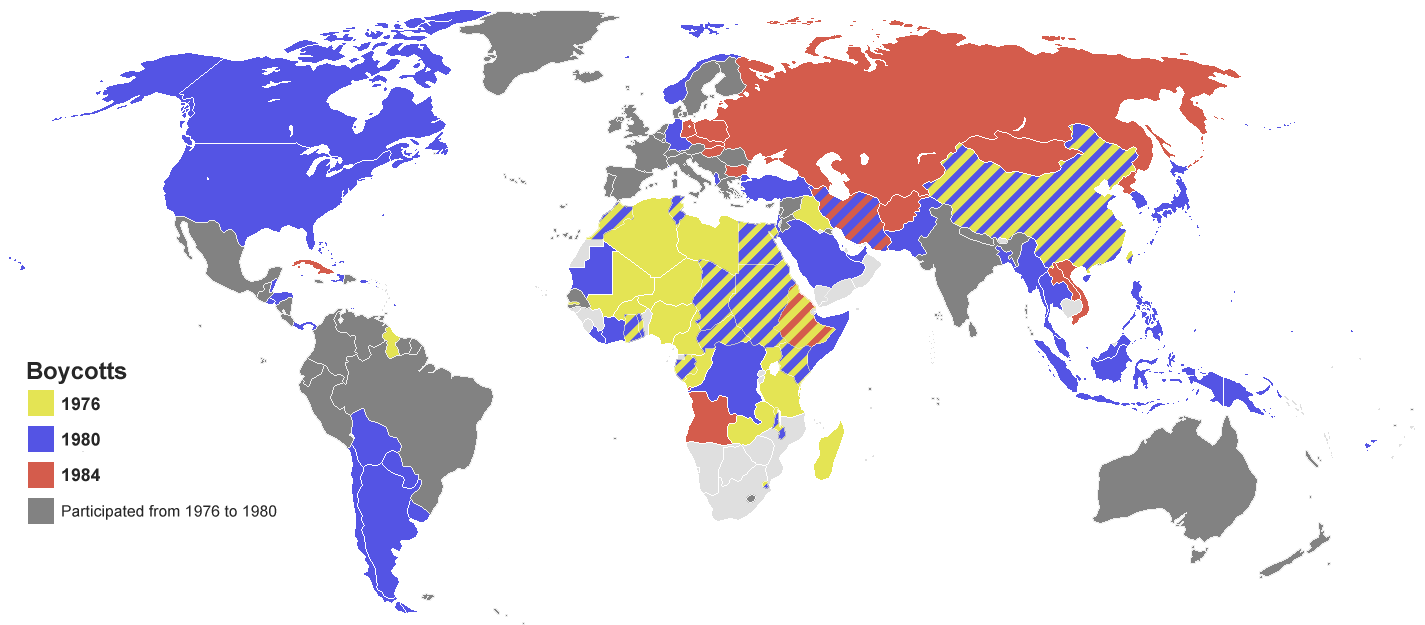
Os países em azul boicotaram os jogos.

O boicote aos Jogos Olímpicos de Verão de 1980, realizados em Moscou, na União Soviética, fez parte de um conjunto de ações das nações ocidentais destinadas a protestar contra a invasão soviética do Afeganistão ocorrida um ano antes.
O boicote foi liderado pelos Estados Unidos da América e seguido por mais de sessenta países.
Algumas das nações que se incluíam do boicote permitiram que suas delegações disputassem os jogos, porém não permitiram fazê-lo sob a bandeira nacional do respectivo país, mas sim abaixo da bandeira olímpica, com o símbolo olímpico dos cinco continentes sobre a bandeira.
No discurso de abertura dos jogos, o presidente soviético, Leonid Brezhnev, lamentou a interferência de interesses políticos no esporte, e no painel de espelhos, apresentou-se uma mensagem de paz.
A bandeira olímpica foi hasteada em vez da bandeira norte-americana.
Todos os países do bloco socialista, no entanto, estiveram presentes, assim como, ironicamente, o próprio Afeganistão, além de muitos países do continente africano, que haviam boicotado os Jogos Olímpicos de Verão de 1976, em Montreal, Canadá, no evento anterior.
A presença da delegação do Afeganistão nos jogos foi motivo de críticas e deboche por parte dos soviéticos, que condenaram o boicote do ocidente como não justificado.
O mascote e símbolo mundialmente conhecido desses jogos, ursinho Misha, chorou na cerimônia de encerramento, lamentando a falta que muitas delegações fizeram no evento.
Ainda na cerimônia de encerramento, a tradição de se reproduzir o hino nacional do país que sediaria os jogos seguintes não foi rompida nestes jogos, uma versão curta, porém bem executada, do hino nacional dos Estados Unidos da América foi reproduzida, o que também aconteceu com o hino soviético no encerramento da olimpíada anterior, no Canadá.

## Delegações Não-Participantes
- Albânia
- Antilhas Holandesas
- Argentina
- Bahamas
- Brunei
- Bangladesh
- Barbados
- Belize
- Bermudas
- Bolívia
- Canadá
- Ilhas Caimã
- República Centro-Africana
- Chade
- Chile
- China
- Taipé Chinesa
- Costa do Marfim
- Egito
- El Salvador
- Fiji
- Gabão
- Gâmbia
- Gana
- Haiti
- Honduras
- Hong Kong
- Indonésia
- Irão
- Israel
- Japão
- Quênia
- Coreia do Sul
- Libéria
- Liechtenstein
- Malawi
- Malásia
- Ilhas Maurícias
- Mónaco
- Marrocos
- Antilhas Holandesas
- Níger
- Noruega
- Paquistão
- Panamá
- Papua-Nova Guiné
- Paraguai
- Filipinas
- Catar
- Arábia Saudita
- Singapura
- Somália
- Sudão
- Suriname
- Essuatíni
- Tailândia
- Togo
- Tunísia
- Turquia
- Emirados Árabes Unidos
- Estados Unidos
- Uruguai
- Ilhas Virgens Americanas
- Alemanha Ocidental
- Zaire